# Steinerberg
Steinerberg é uma comuna da Suíça, no Cantão Schwyz, com cerca de 887 habitantes. Estende-se por uma área de 6,9 km², de densidade populacional de 129 hab/km². Confina com as seguintes comunas: Arth, Lauerz, Sattel, Steinen, Unterägeri (ZG), Zugo (Zug) (ZG).
A língua oficial nesta comuna é o Alemão.